# 斯托杜利齊
49°6′29″N 27°49′38″E / 49.10806°N 27.82722°E
斯托杜利齊（烏克蘭語：Стодульці），是烏克蘭的村落，位於該國西南部文尼察州，由日梅林卡區負責管轄，始建於1580年，面積2.4平方公里，海拔高度328米，2001年人口710，人口密度每平方公里295.96人。